# Salsa (gastronomía)

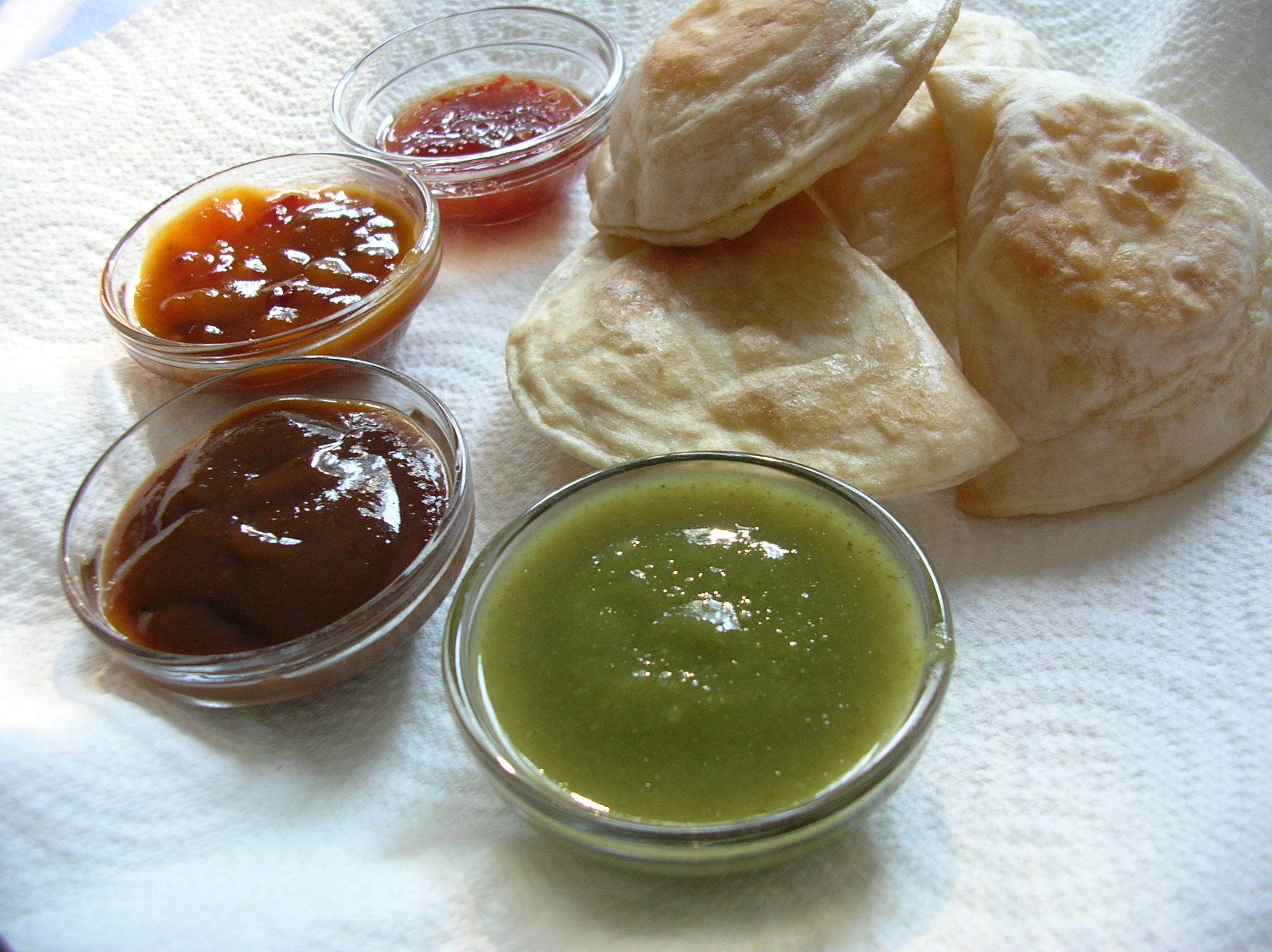
Samosas y cuatro diferentes salsas: roja de chile, salsa de melocotón y chipotle, pakoda chatni, y salsa verde de chile.

En gastronomía se denomina salsa a una mezcla líquida de ingredientes fríos o calientes que tienen por objeto acompañar a un plato. La consistencia líquida o semilíquida de una salsa puede cubrir una muy amplia gama que puede ir desde el puré a la más líquida de un caldo. Algunos autores definen la salsa como un condimento líquido para los alimentos. Las salsas no solo afectan a las sensaciones del gusto y el olor, pueden ofrecer colores diversos que afectan a la apariencia de un plato y a veces orquestan diversas sensaciones al mismo tiempo.
En los cursos de cocina tradicionales constituyen parte del primer capítulo, ya que se considera que la primera habilidad de todo cocinero debe ser la elaboración de salsas. Las cualidades especiales de una salsa elaborada reflejan las habilidades del cocinero. Las salsas admiten muchas categorías: por temperatura (frías o calientes), por sabor (dulces, picantes, agrias, etc.), por contenido (emulsionantes, ligazón, etc.), por estabilidad, etc. A pesar de todo ello, en la actualidad las salsas se venden en conserva y se encuentran disponibles en cualquier supermercado.
En la alta cocina existen cocineros dentro de la organización de la cocina que están especializados en las tareas de elaboración de las diferentes salsas que se emplean en los platos. Se denominan del francés «saucier» (salsero). En este tipo de cocina se emplea la salsa a veces como un elemento decorativo en la presentación del fondo de algunos platos.

## Acerca del término
La palabra 'salsa' proviene del latín salsus, participio del verbo sallere (poner en sal), que viene a indicar aquel alimento que es salado debido al empleo de condimentación con sal en su elaboración. En algunos idiomas, tales como el inglés y el alemán, la palabra salsa (pronunciada de esta forma) y dentro del contexto culinario se refiere exclusivamente a las salsas de origen mexicano. Las salsas de origen mexicano se caracterizan por su condimentación picante, así como su uso ponderado de hierbas y especias, haciendo distinción de todas aquellas que no quepan en esa categoría como aderezos. La 'salsa compuesta', tal y como la denominan algunos autores, consiste en una salsa elaborada en la cocina y servida en un plato, al estilo de la culinaria francesa, y difiere bastante de sus contrapartidas de la cocinas asiáticas en la que las salsas forman parte del plato 'en sí', como es el caso de los diferentes currys. Es muy posible que las salsas provengan de primeros aderezos (seasoning en inglés) básicos: salados, picantes, zumos ácidos de frutas cítricos, dulces como la miel y el azúcar, aromáticos con hierbas diversas. Más elaborados que los aderezos son los condimentos, que son distinguidos y clasificados en la cocina por muchos autores culinarios, muchos de los condimentos se elaboran a partir de alimentos fermentados. Finalmente el grado máximo de sofisticación en la composición de los sabores se encuentra en las salsas. La diferencia existente entre los tres conceptos se hace mínima en el lenguaje popular que denomina al aderezo, al condimento y a la salsa con una misma denominación: salsa.

## Historia

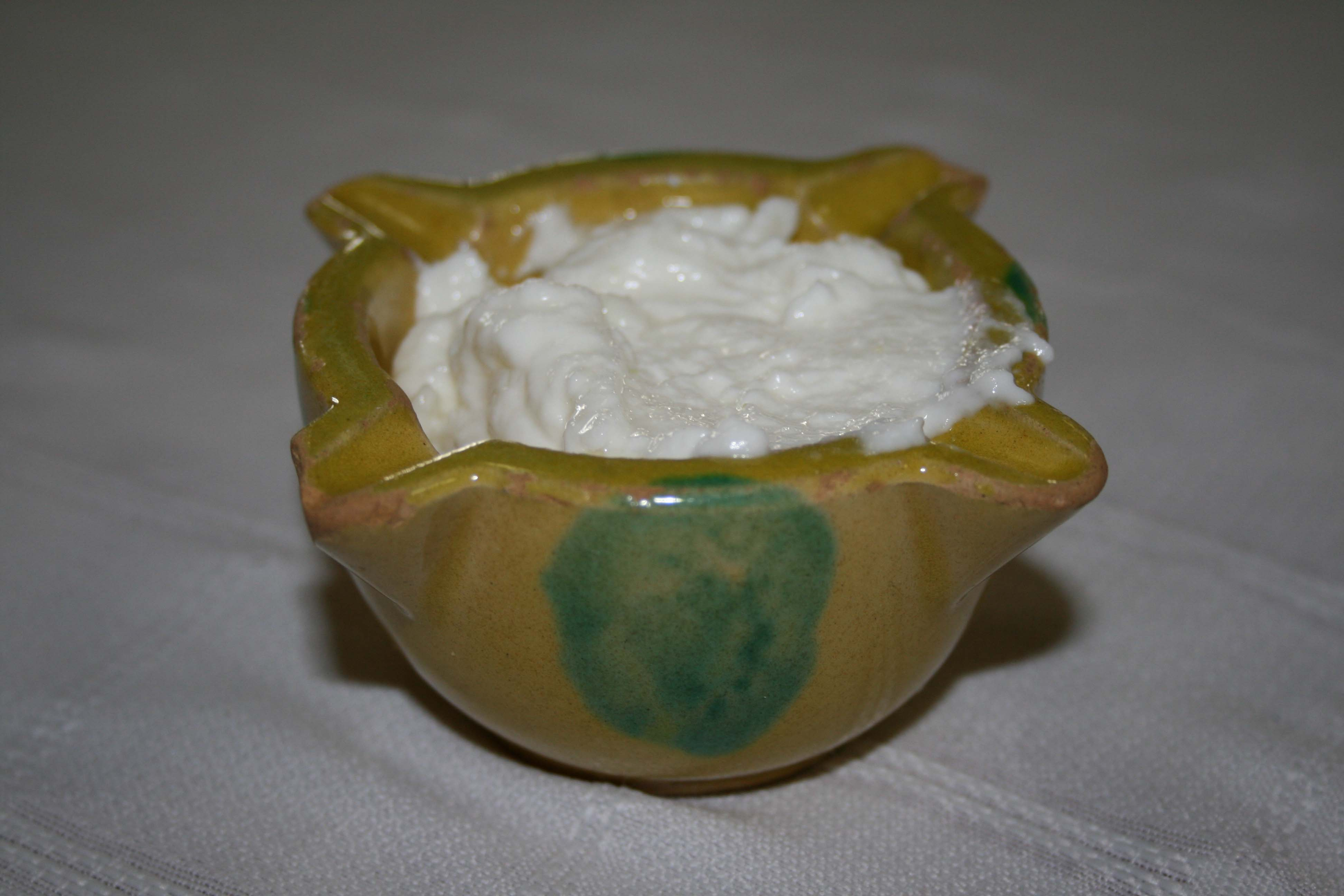
El alioli es una salsa de aceite de oliva y ajo que se elabora en un mortero.

Los primeros indicios detallados de la existencia de salsas se remonta a los romanos, los cuales empleaban el garum (que es la salsa reina de la cocina romana), elaborada con intestinos de pescado (se señala a la caballa procedente de Cartagena) marinados en salmuera, fermentados al sol y aderezados con especias. De esta salsa da cuenta el gastrónomo romano Marcus Gavius Apicius en el siglo I a. C. en su libro De re coquinaria, algunas de las denominaciones como liquanum (empleado como un término genérico a salmueras, marinadas, zumos, etc). Cuentan de esta misma época que el emperador Domiciano interrumpió varias veces las discusiones políticas del senado romano para saber qué salsa iba mejor con el rodaballo que se iba a preparar esa noche en un banquete a sus invitados.
Es muy posible que la culinaria de la Edad Media en Europa tuviera una pobre existencia de salsas y que sus sabores fuesen muy picantes y agridulces. Una de las más conocidas era el verjuice (una especie de mosto no fermentada), la dodine, el cameline. Se hace una distinción entre salsa y grané (caldo de carne esperado con granos) que dio origen al gravy inglés. El escritor culinario medieval Taillevent menciona la elaboración de algunas salsas en su libro Le Viandier.
Ya en el siglo XVIII se comienza a refinar y a tener un sabor más aromático y elaborado. El sistema de cocina francesa empieza a dar frutos en el terreno de la elaboración de salsas, de esta forma François Pierre de la Varenne (1618 – 1678) empieza a escribir los primeros libros de cocina sistematizados. Marie-Antoine Carême (1784-1833) ha sido uno de los principales investigadores y clasificadores de las diferentes salsas en cuatro familias: espagnole, velouté, allemande,y béchamel. Carême mostró como era posible a partir de estas cuatro salsas madre construir un sistema jerárquico en la elaboración de salsas conocida como: el "sistema francés de salsas". Auguste Escoffier (1846-1935) promueve el arte culinario a rango profesional y revisa la clasificación de las salsas que anteriormente hizo su compatriota Carême en: espagnole, velouté, béchamel, hollandaise y tomate. El sistema de Escoffier es el que se ha enseñado a los cocineros del siglo XX.
En el siglo XX la nouvelle cuisine se caracterizó por un rechazo a los platos complicados, a las salsas espesadas con harina y a las verduras sobre-cocinadas. Se continúa inventando nuevas salsas como la salsa mil islas. Las salsas se empiezan a usar en los acompañamientos de la comida rápida. Ya a comienzos del XXI el cocinero español Ferrán Adriá inventa una salsa casi 'ingrávida' que denomina aire y aplica el concepto de deconstrucción a la alta cocina.

## Concepto

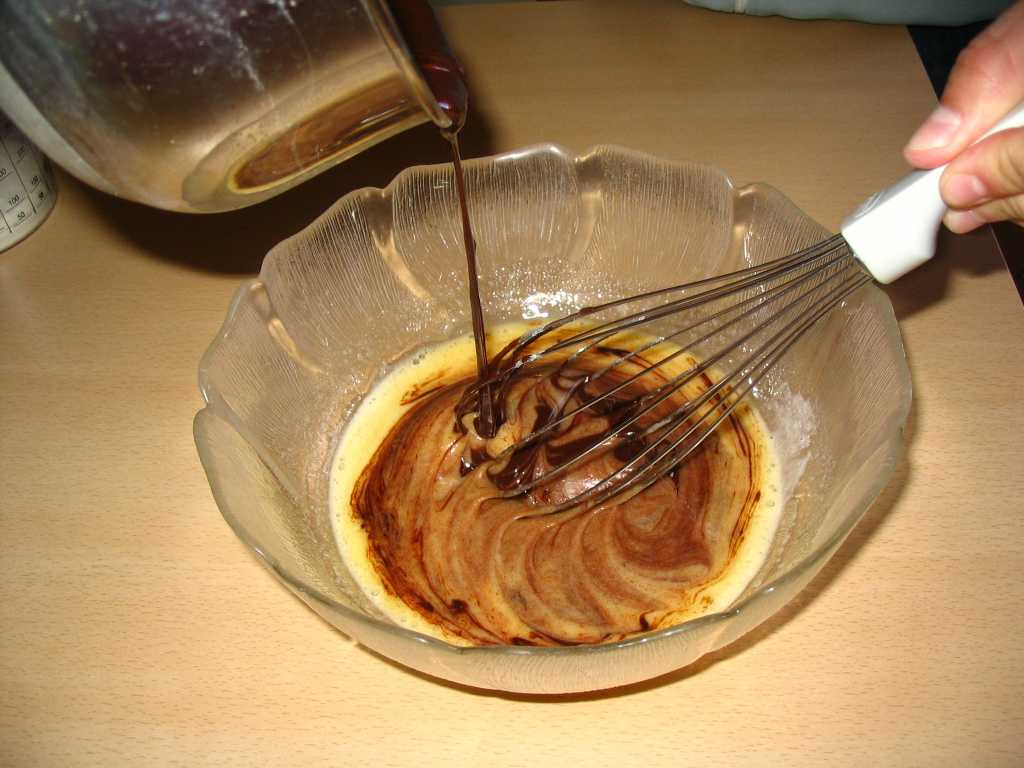
Preparación con un batidor de alambres de una salsa dulce para cubrir un brownie.

Las salsas suelen ser elaboradas de muchas formas pero uno de los procesos iniciales es a partir de un extracto de la substancia de uno (o varios) alimentos en un líquido. Uno de los procesos más estudiados tras la extracción en la cocina es el espesado. Esta operación requiere a veces un procesado mecánico (colado, triturado, picado, etc.), térmico (horneado, hervido, flameado, etc.), químico (gelatina, espumas, espesado, etc.). Las salsas suelen incorporar ingredientes típicos del país o lugar donde se elaboran, como por ejemplo el aceite de oliva en las salsas de la cocina mediterránea, los extractos de pescado en Japón, o los derivados lácteos en Francia.
Las 'salsas compuestas' poseen diferentes formas de elaboración que pueden ir desde la simple mezcla de ingredientes como es el caso de las mediterráneas: pesto italiano, la romesco catalana, la skordalia griega. Otras salsas requieren un grado mayor de elaboración y se preparan en dos o más etapas. La primera etapa la forman las salsas base preparadas de antemano, como el caldo de carne, el fumet de pescado, la glace de viande, o la salsa de tomate. En la siguiente etapa se elaboran salsas a partir de la salsa base, y se denominan salsas madre como la béchamel y la hollandaise. Se denominan madre ya que en una tercera etapa permitirán preparar otras salsas como la mornay (que emplea queso fundido y bechamel), o la mousseline (que emplea la hollandaise). Esta forma de elaborar las salsas ha dado lugar a taxonomías diversas de categorización de las "salsas compuestas" que se pueden elaborar en la cocina y de sus dependencias jerárquicas.

## Clasificaciones
Desde finales del siglo XVII se ha pretendido clasificar las salsas. El primero en hacerlo fue el cocinero francés Carême, que empezó diciendo que las salsas se dividían en dos grupos: salsas frías y salsas calientes. Las salsas calientes son las más frecuentes en cocina. Las frías se suelen hacer a base de vinagretas o de mayonesa. Las salsas calientes se dividen a su vez en salsas blancas (a base de bechamel y velouté) y salsas oscuras (elaboradas con la salsa española, salsa glasa y la salsa de tomate).

## Usos

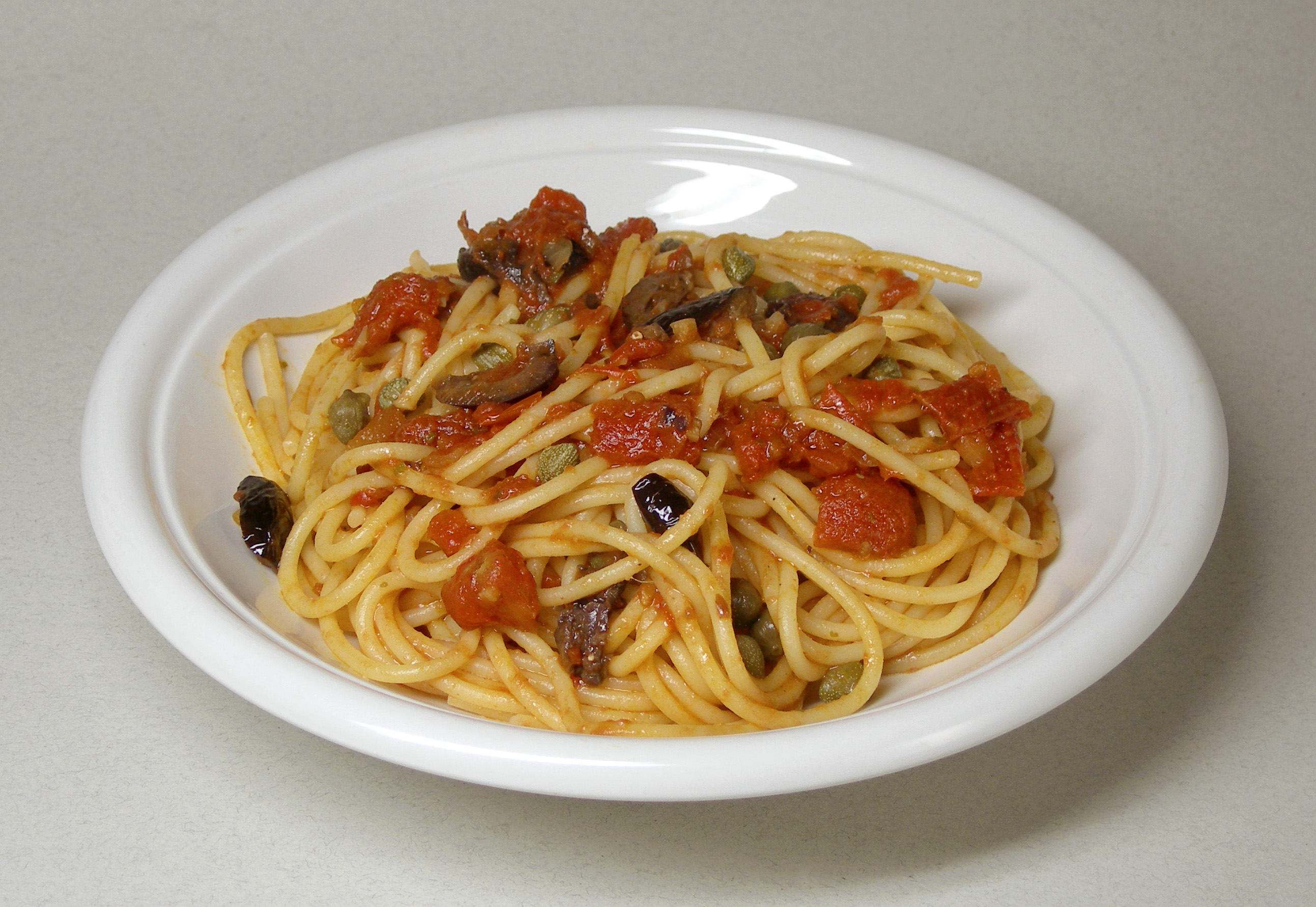
En el caso de las salsas italianas que acompañan a la pasta, la denominación se confunde con el nombre del plato.

El principal objetivo de una salsa es el de servir de acompañamiento. Según la textura, el aroma o el sabor, una salsa puede acompañar a un plato tanto crudo como perfectamente cocinado, frío o caliente. En algunos casos la salsa forma parte de la preparación de un plato y por regla general se denomina "en salsa". En estos casos se sirve el plato acompañado de la salsa en un recipiente aparte que suele colocarse en la mesa para que los comensales se dispensen a placer y denominado salsera. En los platos de pasta de la cocina italiana a menudo la salsa empleada en su preparación se confunde con la denominación del plato, de esta forma se tiene la carbonara, la putanesca, amatriciana, etc. Uno de los objetivos secundarios en la cocina es la de emplear la salsa en la decoración de platos, para ello se emplean sus colores y sus texturas para dibujar estructuras estéticas.
Las llamadas salsas comerciales o aderezos industrializados (por ejemplo el ketchup, la mostaza preparada, mayonesa, etc.) se asocian íntimamente a la llamada "comida rápida", si bien por extensión muchas personas suelen acompañar sus platos con las mismas.

## Preparación
Algunos instrumentos resultan imprescindibles en la elaboración de salsas. Entre ellos, se puede citar el batidor de alambres, que permite distribuir y trabajar los ingredientes de la salsa; o el mortero, que permite machacarlos. Dependiendo de la salsa, a veces se emplean medios mecánicos como batidoras. En algunos libros de salsas se discute la idoneidad de los materiales metálicos de los cazos donde se elabora la salsa. Los metales se distribuyen entre el cobre, el aluminio y el acero inoxidable.

## Variedades

### Salsas en la gastronomía francesa
El empleo de las salsas en la Gastronomía de Francia data de la época medieval. Existen cientos de salsas tradicionales, pero se puede decir que con el advenimiento de la nouvelle cuisine en pleno siglo XX, las salsas adquirieron una relevancia todavía más destacada en esta gastronomía.
En el siglo XIX, el chef Antonin Carême clasificó las salsas en cinco categorías, cada una de ellas la denominó salsa madre. Las cinco salsas madre de Carême eran:
- Española: elaborada a partir de un roux oscuro al que se le añade un vino generoso y un fondo oscuro.
- Alemana: elaborada con huevo batido & zumo de limón.
- Bechamel: fundamentada en harina + mantequilla o roux y leche.
- Salsa de tomate: elaborada con pulpa de tomate, cebolla, etc.
- Velouté: elaborada con caldos ligeros de pescado, pollo, o incluso de venado.
- Chateaubriand:

A comienzos del siglo XX, el chef Auguste Escoffier actualizó la clasificación reemplazando la salsa alemana, que contenía emulsiones de huevo, por la neerlandesa y la mahonesa. En la actualidad, la lista de Escoffier sigue siendo válida para la mayoría de los chefs:
- Béchamel
- Salsa española
- Neerlandesa
- Mahonesa o mayonesa
- Pomodoro
- Velouté

### Salsas en la gastronomía china

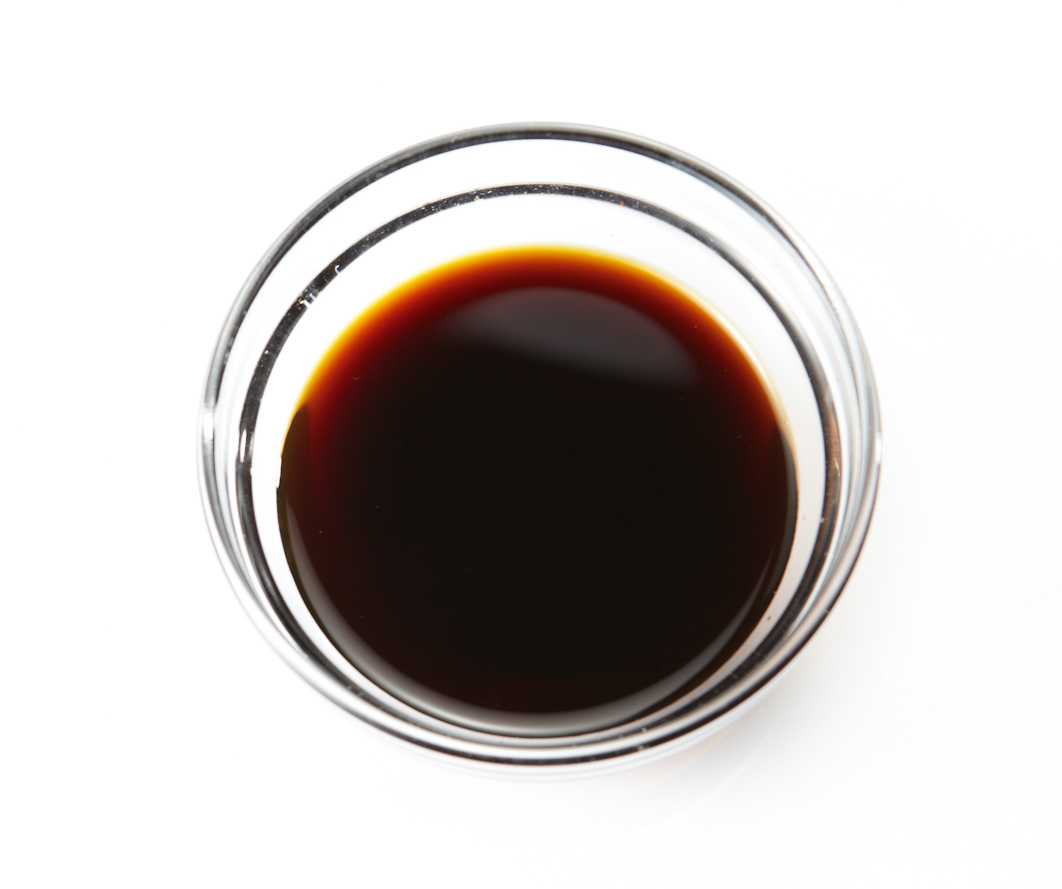
Salsa de soya o sillao

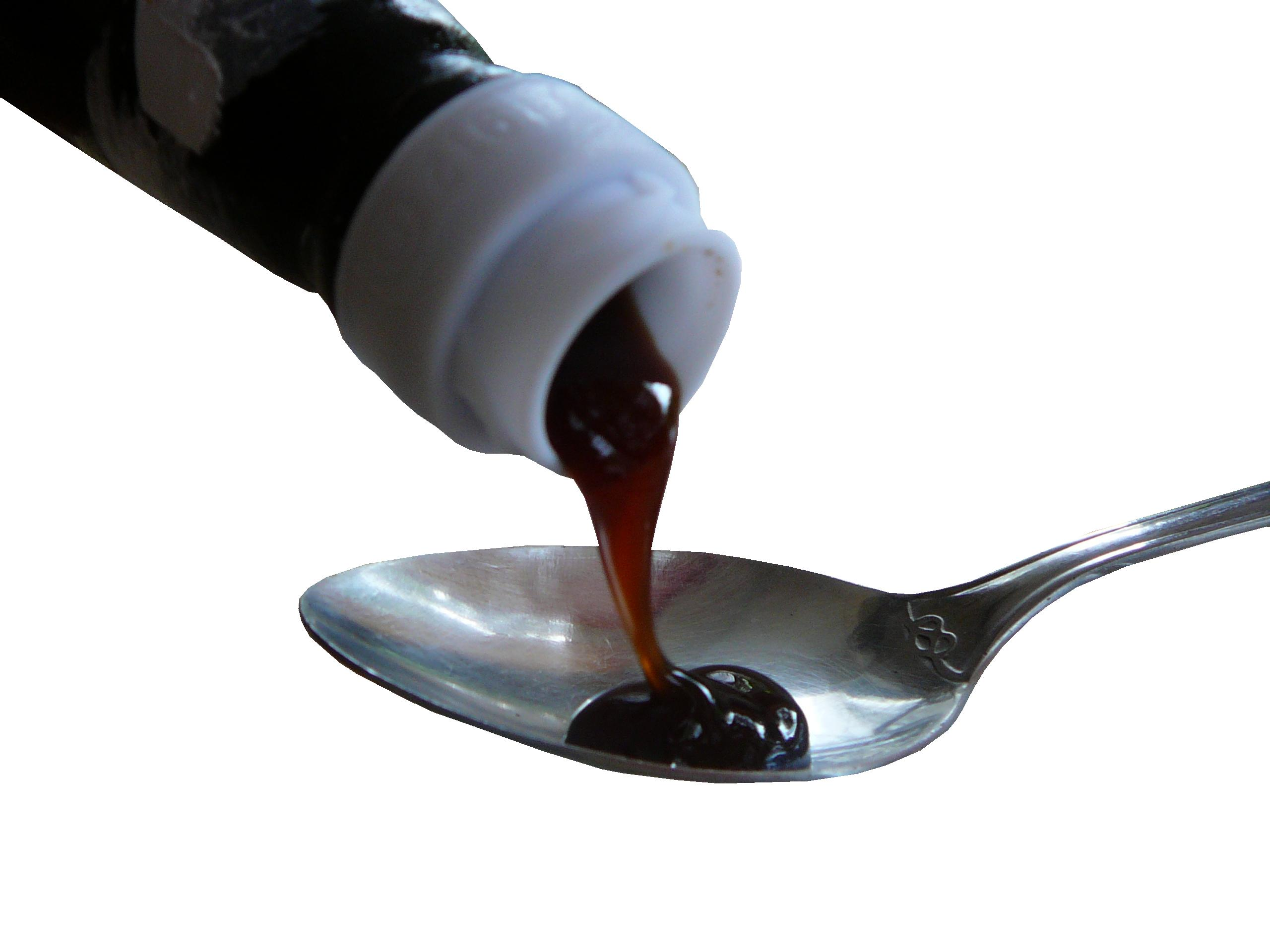
Salsa de ostras

- La cocina china es muy conocida por la elaboración de salsas basadas en la fermentación de granos de soja, que incluye el Doubanjiang, la salsa de ostras y también muchas preparaciones de vinagre. Estos ingredientes se utilizan para crear una variedad de diferentes salsas y condimentos que se utilizan antes, durante o después de cocinar los ingredientes principales de un plato:

- Salsa de soya o soja
- Salsa de judía dulce, pasta de soja dulce o pasta de harina dulce
- Salsa agridulce (salsa de tamarindo en el Perú[7])
- Salsa de ostras
- Tofu encurtido o queso de tofu
- Doubanjiang
- Tausí
- Aceite de sésamo o ajonjolí
- Vinagre negro

En algunas cocinas chinas, como la cantonesa, los platos suelen espesarse con una mezcla de maicena o fécula de papa y agua. Además de las salsas anteriores, la cocina cantonesa aporta las siguientes:
- Salsa hoisin
- Salsa XO
- Salsa shacha
- Salsa de ciruela
- Salsa de pescado
- Salsa Siu haau

### Salsas en la cocina mexicana

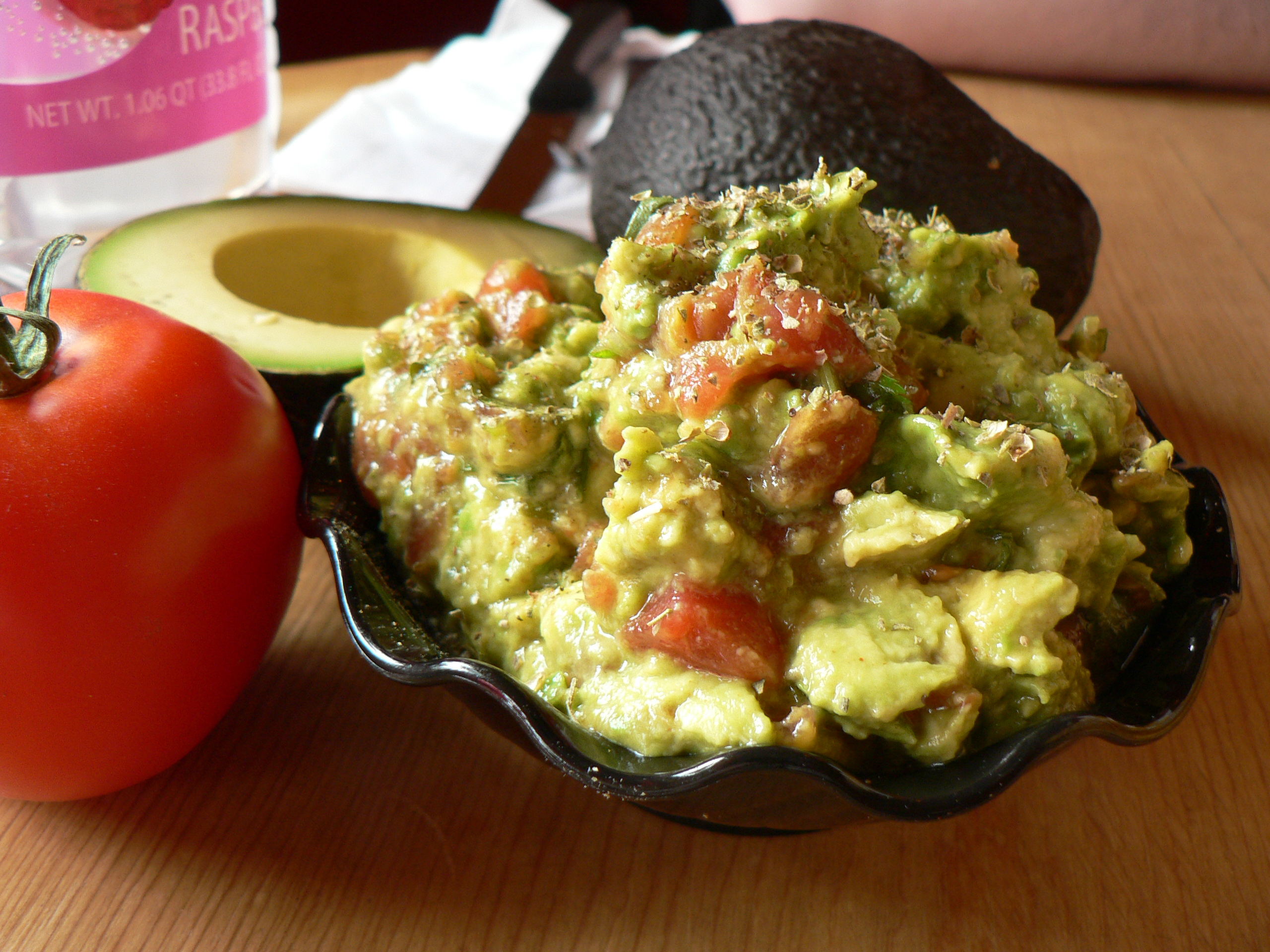
Guacamole.

La cocina de México posee una gran variedad de salsas. Los elementos básicos giran alrededor del chile: los hay frescos y secos o ahumados, se pueden usar con o sin semilla, y con o sin vena. Tostado, asado, frito, hervido o al natural. Añadir alguna hierba como hoja de aguacate, hoja santa, cilantro, epazote, o quelites. Alguna fruta como mango, durazno, papaya, xoconoxtles o tunas. Algún ingrediente adicional como ajo y cebolla que casi siempre incluye, pero también puede ser cacahuates, almendras, ajonjolí, chocolate, limón o su jugo.
Lista de algunas de las salsas mexicanas más famosas:
- Mole
- Salsa roja picante
- Pico de gallo
- Salsa mexicana
- Salsa verde picante
- Salsa chipotle
- Salsa negra[8]
- Guacamole
- Salsa borracha

### Salsas en la cocina peruana

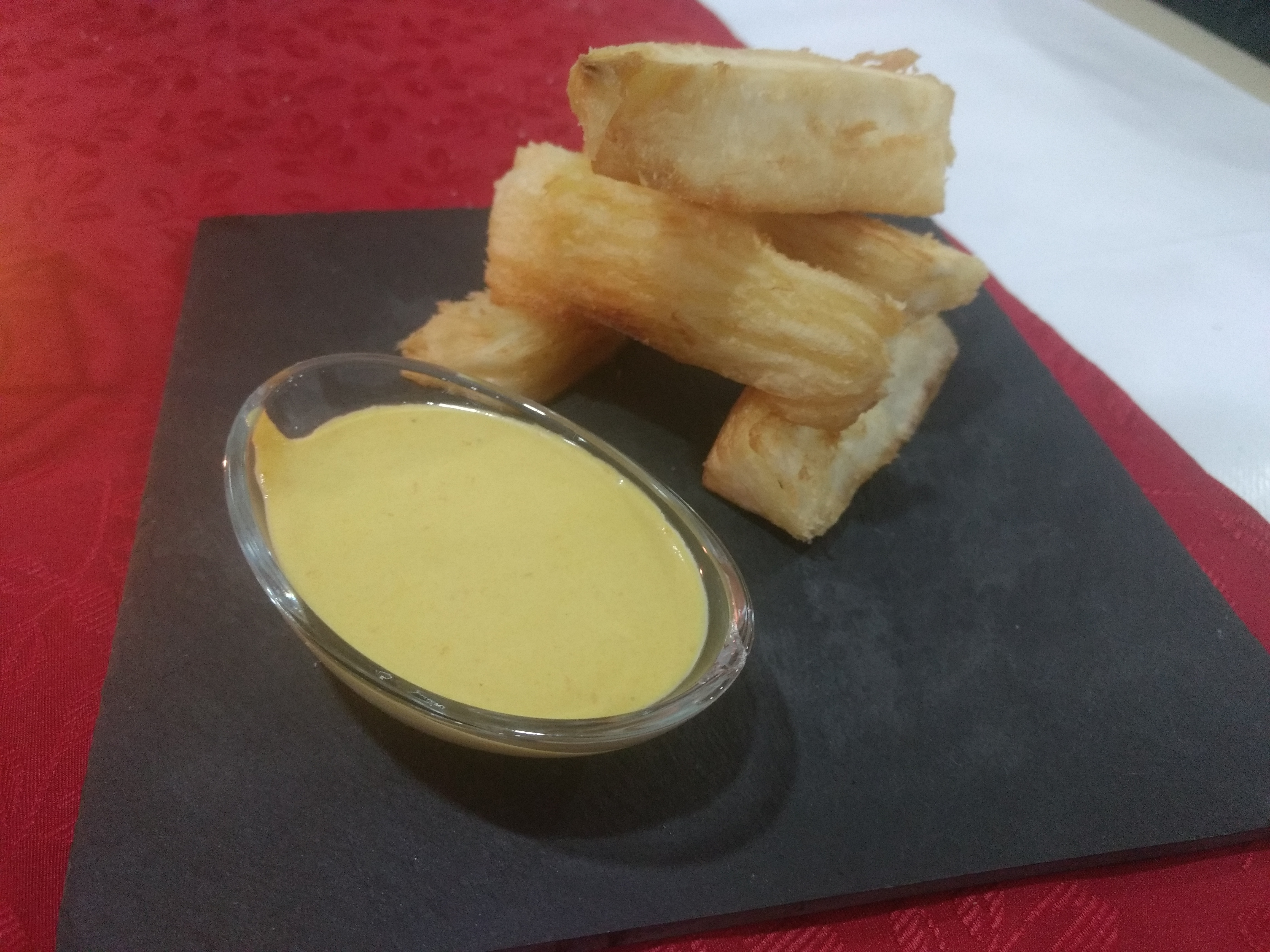
Yuca frita con salsa huancaína.

La cocina peruana incluye numerosas salsas, cuyos ingredientes principales son el ají y el queso, acompañados de diversas hierbas nativas. Entre las más destacadas tenemos las siguientes:
- La salsa de ocopa
- La salsa huancaína
- El ají de pollería[9][10]
- La salsa de huacatay
- La crema de ají amarillo[11][12]
- La salsa criolla (picadillo de cebollas con ají y limón)

Asimismo, existen decenas de salsas regionales, generalmente basadas en distintos tipos de ají o rocoto.

### Salsas en otras gastronomías
Las salsas son empleadas como condimentos y juegan un papel importante en otras cocinas:
- La cocina del Reino Unido: La salsa gravy que es empleada tradicionalmente en carne asada, patatas, verduras cocidas y acompañado opcionalmente con Yorkshire pudding. Las salsas de manzana y de menta acompañan a platos de carne de cerdo y cordero. Se emplea la crema de ensalada (salad cream) para las ensaladas. En los platos rápidos se emplea la kétchup y la salsa marrón. La salsa Worcestershire. La Custard es muy popular. Es muy popular la salsa barbacoa.
- En Suiza existe la Café de París muy empleada como acompañamiento de los entrecottes.
- En la gastronomía oriental, Se emplea la salsa negra para asaderos y carnes.
- La cocina japonesa emplea, entre otras, las salsas ponzu, yakitori, tonkatsu y yakisoba.
- La cocina chilena emplea como salsa autóctona el pebre. También en el norte de este país se emplea la salsa de rocoto dada la influencia peruana. Cabe mencionar que en este país se emplean picadillos como la llamada salsa verde el cual consiste en cebolla y cilantro muy picados y la salsa americana, elaborada con verduras encurtidas picadas muy finamente. El primero de ellos se emplea en los sándwiches de potito y el segundo en los completos.
- Cocina coreana emplea salsas tales como el doenjang, gochujang, ssamjang, y la salsa de soja.
- Las cocinas de Asia suelen hacer salsas de pescado fermentado.
- La cocina venezolana tiene como salsas autóctonas la guasacaca (hecha a base de aguacate), el ajicero criollo (hecho con ají y verduras) y la catara (hecha con cierta especie de hormigas, típica del sur del país).
- En la cocina boliviana destacan la llajua y el quiquirimichi, esta última empleada para aderezar el locro.
- En la cocina uruguaya destaca la salsa caruso para acompañar a las pastas y el chimichurri para las carnes.

### Salsas universales
Entre las salsas más reconocidas a nivel mundial tenemos:
- La salsa de tomate
- La salsa bechamel o salsa blanca
- La mayonesa
- El kétchup
- La salsa Mornay
- La salsa rosa
- La salsa tártara
- La salsa española
- La vinagreta
- La mostaza, en particular la de Dijon en Francia
- La salsa de soya oriental
- La salsa barbacoa anglosajona
- El chimichurri argentino

## Variantes dulces
Existen también salsas dulces, que se suelen emplear en postres. Así la salsa de chocolate o de caramelo, que acompañan a las tortitas con nata o los helados; o la salsa de vainilla llamada custard, que los anglosajones suelen emplear caliente acompañando tartas. No todas las salsas dulces se emplean en repostería, tal es el caso de la kétchup, muy empleada para acompañar embutidos y carnes (si bien es una combinación de sabores dulce, agrio y salado); así como la salsa agridulce de la gastronomía china.